# Sóhajok hídja (Velence)

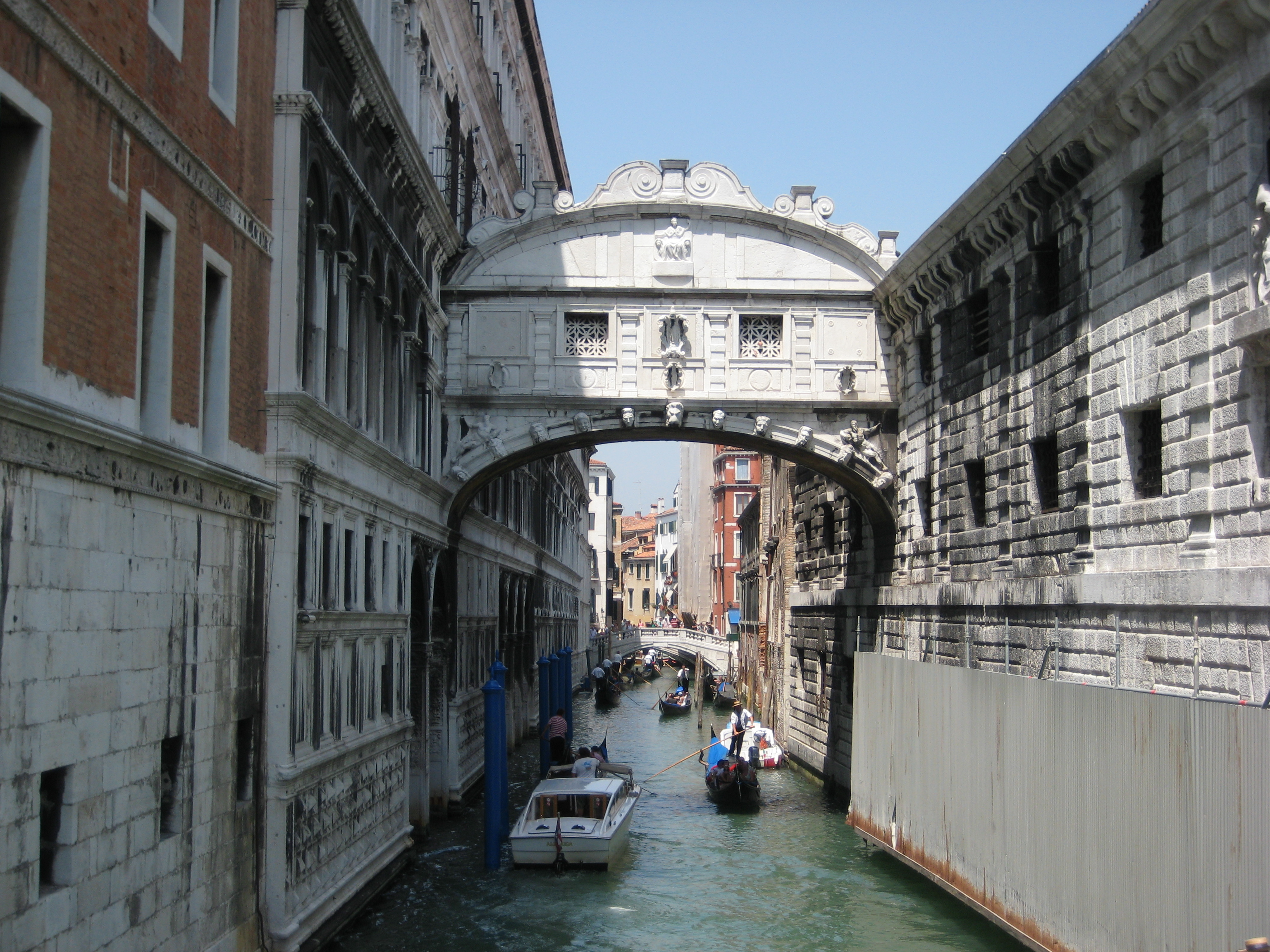
Ponte dei Sospiri

A Sóhajok hídja (olaszul Ponte dei Sospiri) Velence egyik leghíresebb hídja. A Dózse-palotát (Palazzo Ducale) és a börtönt (Prigione) összekötve a Rio di Palazzo csatorna felett ível át 8 méter hosszan. A palota Magistrato alle Leggi terméből vezet az út a híd irányába. A Ponte della Paglia nevű kis hídról – amint azt a mellékelt kép is mutatja – remek kilátás nyílik a Sóhajok hídjára.

## Története
Az isztriai kőből készült hidat Marino Grimani dózse parancsára Antonio Contin mester építette 1600-ban (más források szerint a nagybátyja, Antonio da Ponte vezette a munkálatokat, amelyek 1597-ben fejeződtek be). Oszlopokkal tagolt homlokzatát tekervényes, kacskaringós motívumok díszítik, az ívnyílás felett négy-négy szoborfej sorakozik.
A híd romantikus elnevezése Lord Byrontól származik. A név átment a köztudatba is azzal a népetimológiai magyarázattal, hogy a Dózse-palotában ítélkező bíróságról a börtönbe átkísért emberek sóhaja volt hallható a hídon. A hídhoz fűződő sok rémtörténet elterjedése a költőnek, illetve több romantikus írónak, köztük Victor Hugónak köszönhető. Velence igazságszolgáltatása a kor szörnyű börtönviszonyaihoz képest még humánus is volt; 1660-ban pl. a világon először itt szüntették meg a kínzásokat.

## Külső hivatkozások
- Jókai Mór: Útleírások XIII. fejezet a Sóhajok hídjáról és a Prigionéről (Börtönök)
- Tóth Béla Mendemondák a világtörténet furcsaságairól (Olaszok című fejezet)
- velence.lap.hu
- Velence hivatalos honlapja
- Photo Velence